# 양정동 (울산)
양정동(楊亭洞)은 울산광역시 북구의 법정동 및 행정동이다. 울산광역시청에서 동북방향으로 양 13 km  떨어진 곳에 위치해 있으며, 염포로를 중심으로 동서로 형성되어 있다. 염포로를 경계로 동쪽에는 주택지로, 서쪽으로는 국내 최대의 자동차 생산업체인 현대자동차와 군소 협력업체가 산재해 있는 공업지역이다. 지역 주민의 95%가 현대자동차와 관련된 업종에 종사하고 있다.

## 지명
양정동(楊亭洞)은 조선 숙종 34년(1708년) 하부내면 지역이었으며, 영조 41년(1765년)에 오정리와 양정리라 불리었다. 정조 4년(1780년)에 하부내면이 내상면으로 개칭되고, 고종 1년(1864년)에는 내상면 분면으로 부남면이 되었다.
동왕 31년(1894년)에 부남면이 하부면으로 개칭되면서 양정동ㆍ치규리ㆍ치진리로 불리었다. 1911년에는 양정ㆍ양ㆍ치진동이 되었고, 1914년 4월 1일에는 하상면 양정리로 개편되었다.
1962년 6월 1일 울산시에 편입되어 병영출장소 관할(양정리)이 되고, 1972년 10월 1일 울산시 31개 행정동 개편에 따라 염포동(양정ㆍ염포동)이 설치되고, 1976년 4월 20일 병영출장소가 폐지되었다. 1979년 5월 1일 시 조례 제625호(1979년 5월 1일 공포)로 염포동을 염포1ㆍ2동으로 분동함에 따라 염포1동으로 명칭을 변경하였다.
1985년 7월 15일 울산시 구제(區制) 실시에 따라 중구 양정동, 1997년 7월 15일 법률 제5243호(1996년 12월 31일 공포)에 따른 울산광역시 승격으로 북구(자치구) 양정동이 되었다.

## 연혁
- 1962년 6월 1일: 울산시 승격에 따라 울산군 하상면에서 양정동으로 변경[3]
- 1972년 10월 1일: 울산시 31개 행정동 개편에 따라 양정동 설치[4]
- 1985년 7월 15일: 구제 실시에 따라 울산시 중구 양정동으로 변경[5]
- 1997년 7월 15일: 울산광역시 승격에 따라 울산광역시 북구 양정동으로 변경[6]

## 아파트
| 단지명                       | 건설사   | 시행사           | 주소            | 입주        | 비고 |
| ---------------------------- | -------- | ---------------- | --------------- | ----------- | ---- |
| 율동 한신더휴 에듀포레 2단지 | 한신공영 | ㈜율동피에프브이 | 북구 효정7길 16 | 2023년 11월 |      |
| 율동 한신더휴 에듀포레 3단지 | 한신공영 | ㈜율동피에프브이 | 북구 율동로 26  | 2023년 11월 |      |

## 교육
- 양정초등학교
- 효정중학교

## 기업
- 현대자동차 울산공장